# William Lockwood
William Lockwood (ur. 13 maja 1988 w Fitzroy) – australijski wioślarz. Srebrny medalista igrzysk olimpijskich, wicemistrz świata.
Zawody w 2012 były jego pierwszymi igrzyskami olimpijskimi. Po medal sięgnął w rywalizacji czwórek bez sternika. Osadę tworzyli również James Chapman, Drew Ginn i Joshua Dunkley-Smith. W 2010 zdobył brąz mistrzostw świat w ósemce, w 2011 był drugi w dwójce ze sternikiem.

## Osiągnięcia
| Rok  | Impreza                 | Miejsce  | Konkurencja          | Lokata     |
| ---- | ----------------------- | -------- | -------------------- | ---------- |
| 2009 | Mistrzostwa świata U-23 | Račice   | ósemka               | 4. miejsce |
| 2010 | Mistrzostwa świata U-23 | Brześć   | czwórka bez sternika | 3. miejsce |
| 2010 | Mistrzostwa świata      | Hamilton | ósemka               | 3. miejsce |
| 2011 | Mistrzostwa świata      | Bled     | dwójka ze sternikiem | 2. miejsce |
| 2012 | Igrzyska olimpijskie    | Londyn   | czwórka bez sternika | 2. miejsce |
| 2013 | Mistrzostwa świata      | Chungju  | czwórka bez sternika | 2. miejsce |